# Hiúság vására
A Hiúság vására (Vanity Fair: A Novel without a Hero) William Makepeace Thackeray angol író regénye, amely a 19. századi angol társadalom szatirikus leírása, az angol irodalom egyik nagy klasszikusa.
A „hiúság vására” kifejezés John Bunyan 1678-ban megjelent A zarándok útja című allegorikus művéből ered, ahol a Hiúság városban tartott vásár az anyagi világot és annak értéktelenségét jelképezi.
A regényből számos film készült.

## Cselekménye
|  | Alább a cselekmény részletei következnek! |

Chiswick Mallból, a Pinkerton kisasszonyok híres lánynevelő intézetéből két fiatal lány lép ki egyidőben az életbe. Az egyik Amelia Sedley, egy londoni gazdag bankár angyali jóságú gyermeke (akit az író a feleségéről mintázott), a másik Rebecca Sharp, (Becky Sharp), egy korán árvaságra jutott, vagyontalan leány. Amelia meghívására Rebecca néhány hetet a Sedley családnál tölt. Számító, haszonleső lélekkel szemléli az embereket, s hamar meg tudja kedveltetni magát környezetével. Terve meghiúsul, Joseph, Amelia bátyja nem veszi feleségül, ezért elfoglalja állását Crawley Pitt báró családjánál és rövid idő alatt nélkülözhetetlenné válik a báró számára. A báró ifjabb fia, Rawdon – gyönge akaratú, de jólelkű dragonyoskapitány – el is veszi feleségül.
Közben Amelia apja tönkremegy, a családot mindenki elhagyja, kivéve George Osborne-t, aki feleségül veszi Ameliát. A waterlooi csatában Osborne elesik és a boldogtalan Amelia ezután csak gyermekének él. Később sorsa jobbra fordul, újra megkérik a kezét, míg Rebecca – miután férje elhagyja – továbbra is kalandoréletet folytat.
Thackeray társadalomkritikája igen éles, főleg az arisztokráciával, a pénzéhes nagypolgársággal és a gátlástalan törtetőkkel szemben. Lépten-nyomon feltárja azt, amit a társadalomban rossznak ítél: „Pénz és tekintély a legfőbb javak a Hiúság Vásárában”. A tiszta Amelia és az önző Becky szándékosan éles kontrasztfigurák, mint ahogy a párhuzamos szerkesztés törvényére bukkanunk Amelia második férje, a derék Dobbin, s az üresfejű George Osborne barátságában is.
|  | Itt a vége a cselekmény részletezésének! |

## Magyarul
- M. Vilmos Thackeray: Hiúság vására, 1-3.; ford. Sükey Károly; Récsi, Pest, 1853
- M. Vilmos Thackeray: Hiúság vására. Regény hős nélkül, 1-2.; ford. Récsi Emil; Franklin, Bp., 1888
- Hiúság vására, 1-2.; ford. Gineverné Győry Ilona; Révai, Bp., 1905 (Klasszikus regénytár)
- Hiúság vására. Regény, amelynek nincs hőse, 1-2.; ford. Salgó Ernő; Az Est–Pesti Napló, Bp., 193? (Filléres klasszikus regények)
- Hiúság vására, 1-2.; ford. Devecseri Emilné Guthy Erzsi; Grill, Bp., 1943 (Grill klasszikus regényei)
- A hiúság vására. Regény hősök nélkül, 1-2.; ford. Vas István, bev. Schöpflin Aladár; Franklin, Bp., 1943 (A regényírás mesterei)
- Hiúság vására. Tragikomédia; William Thackeray Vanity fair c. regényét színpadra alkalmazta I. V. Iljinszkij, ford. Csoma Sándor; Színháztudományi Intézet, Bp., 1964 (Világszínház)

## Filmes feldolgozásai
- 1932: Hiúság vására (Vanity Fair) amerikai; rendezte: Chester M. Franklin; főszereplők: Myrna Loy, Barbara Kent
- 1935: Becky Sharp (Becky Sharp) amerikai; rendezte: Rouben Mamoulian; főszereplők: Miriam Hopkins, Frances Dee
- 1998: A hiúság vására (Vanity Fair) 6 részes angol filmsorozat; rendezte: Marc Munden; főszereplők: Natasha Little, Frances Grey
- 2004: Hiúság vására (Vanity Fair) angol-amerikai; rendezte: Mira Nair; főszereplők: Reese Witherspoon, Romola Garai
- 2018: Hiúság vására (Vanity Fair) sorozat; főszereplő: Olivia Cooke, Tom Bateman